# کلوکی (ناحیه کوتنا هورا)
کلوکی (به چکی: Kluky) یک منطقهٔ مسکونی در جمهوری چک است که در ناحیه کوتنا هورا واقع شده‌است.